# 黃金中心
黃金中心（又稱：黃金數碼廣場、黃金閣）是香港的一個零售商場，為德祥地產集團的商業地產項目，地下及1樓出租面積約10,486平方呎、10,467平方呎及8,262平方呎，總出租樓面約29,215平方呎，建築面積為32,853平方呎
於2014年以6.5億元出售给新加坡ARA資產管理。ARA資產管理

## 描述
物業在1993年開幕，建築面積是21000平方呎。

## 外部連結
- （繁體中文）黃金中心 （页面存档备份，存于）